# Triodontella tinanti
Triodontella tinanti är en skalbaggsart som beskrevs av Louis Burgeon 1947. Triodontella tinanti ingår i släktet Triodontella och familjen Melolonthidae. Inga underarter finns listade i Catalogue of Life.